# Melanie Rios
Melanie Rios aka Melanie Jane (rođena kao Sara Velez Galeano) (Medelin, Kolumbija, 8. travnja 1991.), kolumbijska pornografska glumica.

## Životopis
Melanie Rios je porno glumica latinoameričkog podrijetla, koja se u djetinjstvu s obitelji doselila u Los Angeles, Kalifornija. Pornografsku karijeru započela je 2009. u dobi od osmnaest godina, pod imenom Melanie Jane. Godinu kasnije promijenila je umjetničko ime u Melanie Rios.
Godine 2011. Melanie i pornografska glumica Capri Anderson izašle su na naslovnice svjetskih časopisa zbog noćnog provoda s hollywoodskim glumcem Charlijem Sheenom, poznatim po razuzadanom životu i problemima s alkoholom.

## Nagrade
| Godina | Rezultat   | Nagrada                                   |
| ------ | ---------- | ----------------------------------------- |
| 2011.  | Nominacija | Najbolja nova starleta                    |
| 2012.  | Nominacija | Najbolja scena seksa u troje              |
| 2012.  | Nominacija | Najbolja scena seksa djevojka na djevojku |
| 2012.  | Nominacija | Najbolja seks scena                       |